# Sappho (vereniging)
Sappho was de eerste autonome lesbiennegroep in Vlaanderen, opgericht eind 1974 in Gent, mede door Monica Cattoor en haar partner, Pauline. De vereniging ontstond als reactie op de dominantie van mannen binnen de Gentse Studentenwerkgroep Homofilie (GeSWH) en de beperkte sociale opties in lesbische bars.
Met een vaste kern van vijftien tot twintig vrouwen, fungeerde Sappho als een belangrijke ontmoetingsplaats en cultureel centrum voor lesbiennes. De groep bood een veilige ruimte voor vrouwen om samen te komen, ervaringen te delen en deel te nemen aan diverse culturele activiteiten. Ondanks woelige relaties met zowel de homo- als vrouwenbeweging, speelde Sappho een cruciale rol in de oprichting van andere lesbiennegroepen in Vlaanderen en de publicatie van themabrochures via het Coördinatiecomité Lesbische Vrouwen (CoCoLeV). De administratieve lasten en de zwakke interne structuur leidden in 1981 tot het einde van de vereniging, maar haar invloed blijft voelbaar in de Vlaamse LGBTI+ gemeenschap.
Op 6 december 1975 trad Sappho, samen met negen andere holebi-groepen, als eerste toe tot het nieuwe samenwerkingsverband Infoma, voorloper van het huidige çavaria.

## Oprichting
Eind 1974 werd de vereniging Sappho opgericht door Monica Cattoor en haar partner, naar het voorbeeld van de gelijknamige Londense lesbische groep. Hiermee werd het de eerste autonome lesbiennegroep in Vlaanderen. De naam Sappho verwijst naar de oud-Griekse dichteres Sappho van Lesbos, die bekend stond om haar lyrische poëzie waarin de liefde tussen vrouwen centraal stond.
De groep ontstond als een reactie op de hoofdzakelijk mannelijke Gentse Studentenwerkgroep Homofilie (GeSWH) en de lesbische bars die vaak niet de veilige en ondersteunende omgeving boden die veel lesbische vrouwen zochten. Sappho bood een eigen ontmoetingsplek voor lesbiennes en vormde een veilige ruimte voor vrouwen om samen te komen en ervaringen te delen.
Volgens één van de stichtende leden kende de groep geen formele 'oprichting'. "Enkele vrouwen kwamen gewoon samen en geleidelijk aan kwamen er anderen bij." Aanvankelijk kwam de groep bijeen bij de leden thuis, vervolgens werd uitgeweken naar het tuinhuis van Gerda Dieltiens, een progressieve en sympathiserende lerares moraal. Het samenkomen in privéhuizen illustreert de informele en hechte sfeer van de groep, ook al belemmerde dit enigszins hun groei en zichtbaarheid. Na ongeveer een jaar werd een eigen onderkomen gevonden in de Gentse Hertstraat, op de gelijkvloerse verdieping van wat voorheen de uitvalsbasis van het GeSWH was. Hier organiseerde de groep hun eerste t-dansant in een zwartgeverfde danshoek achteraan het gebouw. Hoewel er maar ruimte was voor vijf koppels, kwamen er vrouwen van over heel Vlaanderen en puilde het volk uit tot op de straat. Toen het pand in de Hertstraat verkocht werd, verhuisde Sappho in 1977 naar het Vrouwenhuis, eerst in de Ottogracht, daarna naar de Gebroeders Van Eyckstraat, wat hun activiteiten verder professionaliseerden en uitbreidden.

## Visie en relaties met andere bewegingen
De relatie van Sappho met zowel de homobeweging als de vrouwenbeweging was vaak woelig. Ideologisch was de groep enerzijds duidelijk feministisch, maar anderzijds ook reformistisch en pluralistisch. Verschillende levensbeschouwelijke en politieke overtuigingen waren binnen de groep vertegenwoordigd, met het lesbisch-zijn als enige gemeenschappelijke element. Hierdoor engageerde Sappho zich als groep nauwelijks in politieke acties naar buiten toe.
Sappho streefde naar 'de perfecte integratie in de maatschappij' en wilde vooroordelen over de lesbienne als 'manwijf' en 'mannenhaatster' ontkrachten. Daardoor kwam de groep regelmatig in aanvaring met militantere en radicalere groepen uit de homo- en lesbiennebeweging die de heteronorm net wilden omwerpen. Voorbeelden hiervan zijn de Gentse, lesbische discussie- en actiegroepen Liever Heks (1978-1979) en Catal Huyük (vanaf 1980), en De Rooie Vlinder aan mannenzijde. Vooral deze laatste groep kon op weinig sympathie rekenen door hun provocerende acties en standpunten over pedofilie, waarover de leden van Sappho een veroordelend pamflet schreven.
Onderling bestond er ook een noemenswaardig meningsverschil tussen oudere en jongere lesbiennes. Lesbiennes van het eerste uur promootten de stereotiepe dualiteit van de butch die qua uiterlijk mannelijker overkomt, en de femme (ook wel: lipstick lesbian) die zich vrouwelijker kleedt. Hoewel deze stereotypen in de jaren 1950 waren ontstaan uit noodzaak, beschouwden jongere leden hen als een bevestiging van de heteroseksuele rolverdeling en een hinderpaal in de strijd voor maatschappelijke erkenning. Zij wilden liever een androgyne stijl uitdragen om hun zelfstandigheid als vrouw te benadrukken.
Daarnaast sprak Sappho zich samen met andere lesbische groepen ook meermaals uit tegen het aannemen van 'verwijfdheid' als actiemiddel van De Rooie Vlinder tegen de heteronormatieve maatschappij. Leden van de Vlinder droegen uitdagende vrouwenkledij en make-up en gedroegen zich heel 'verwijfd' tijdens publieke optredens. Sappho zag hierin echter een bevestiging van de vooroordelen en rolpatronen voor vrouwen versterkte.
Sappho kon zich vaker wel vinden in de aanpak van de 'gematigdere' homobeweging, ook al ervaarden ze hier regelmatig seksisme. Op 6 december 1975 trad Sappho, samen met negen andere holebi-groepen, als eerste toe tot het nieuwe samenwerkingsverband Infoma, voorloper van het huidige çavaria. Doorheen hun lidmaatschap zouden ze blijven benadrukken dat er meer vrouwen vertegenwoordigd moesten zijn in de Federatie. Op 27 november 1977 richtte de groep, samen met het GeSWH, het Gespreks- en Ontmoetingscentrum Gent (GOC Gent) op, naar Antwerps voorbeeld. Sappho trok zich later wel uit het initiatief terug.
Veel leden van Sappho waren ook actief in feministische organisaties zoals Dolle Mina, FemSoc, het Vrouwenhuis en het Vluchthuis. Toch kwam het regelmatig tot openlijke conflicten met heteroseksuele feministen, dewelke vreesden dat de aanwezigheid van lesbische vrouwen hun imago als mannenhaatsters zou versterken.
In Holebipioniers van Paul Borghs, getuigden enkele leden van Sappho hierover:
"Op een bepaald moment was er een activiteitenkalender van Sappho meegestuurd met een brief van het vrouwenhuis. Er kwamen reclamaties binnen van mannen. Die dreigden ermee dat hun vrouw nooit meer naar het vrouwenhuis mocht als die lesbische troep er niet buiten werd gezet. We hebben toen heftige discussies gehad over de vraag of we wel bij het vrouwenhuis wilden blijven.”
De vrouwen in het vrouwenhuis gingen ook lesbische relaties aan. Het waren pseudolesbiennes die eens wilden uitproberen hoe het was om lesbisch te zijn. Geen enkele is lesbisch gebleven. Dat was een serieus spanningsveld.”

## Activiteiten
De activiteiten van Sappho waren in de eerste plaats gericht op gemeenschapsvorming, culturele evenementen, het creëren van veilige ruimtes en zelfacceptatie. Aanvankelijk kwam de groep om de twee weken samen om te discussiëren, later slechts maandelijks. Doorgaans kwam hier een kern van vijftien tot twintig vrouwen op af, maar op thé dansants of ter gelegenheid van het bezoek van een bekende gastspreker was er een veel hogere opkomst. Daarnaast had de groep veel aandacht voor culturele activiteiten. Monica was immers kunstenares en had zo veel contacten binnen de kunstwereld. Er werden ook filmvertoningen georganiseerd, kaartleggingen of meditatie-sessies. De activiteiten gingen meestal binnenskamers door.
Op acties op betogingen mochten de aanwezige leden zich niet onder de naam Sappho bekendmaken. Slechts eenmalig trad de groep duidelijk op in de publieke ruimte. Dit was op de homobetoging van 5 mei 1979 in Antwerpen. Ze droegen er slogans mee zoals 'Kerk en Staat zaaien haat' en 'Lesbian is the Nigger of the World', wat een referentie is naar John Lennon's lied 'Woman is the Nigger of the World' (1972).
Sappho liet ook mannen toe op haar activiteiten ook mannen toe, wat tot conflict leidde met het Vrouwenhuis. Eén keer werd de pers uitgenodigd door Herman J. Claeys, lid van Sappho en goede vriend van Monica Cattoor, in zitstaking ging op de stoep nadat hem de toegang geweigerd was tot het Vrouwenhuis tijdens een lezing van Sappho.
Sappho speelde een belangrijke rol binnen het Coördinatiecomité Lesbische Vrouwen (CoCoLeV). Dit comité publiceerde themabrochures ter gelegenheid van de Vrouwendagen, wat bijdroeg aan de zichtbaarheid en erkenning van lesbische vrouwen in Vlaanderen. Sappho gaf zelf een ook nieuwsbrief uit en het tijdschrift Paarse Amazones.

## Invloed en ontbinding
De uitstraling van Sappho stimuleerde haar bezoeksters om ook elders in Vlaanderen lesbiennegroepen op te richten. Zo werd in 1978 in Antwerpen Atthis opgericht, naar Sappho's voorbeeld. Even werd zelfs getwijfeld om de vereniging dezelfde naam te geven, tot onvrede van Cattoor.
Ondanks hun faam was de interne structuur van Sappho bewust zwak. Sappho wilde geen rigide structuur en geen hiërarchische organisatie zijn en de leiding bleef grotendeels in handen van Monica Cattoor liggen. Toch groeide de nood aan een georganiseerdere structuur en ook hun lidmaatschap van het Politiek en Filosofisch Konvent van de Gentse universiteit dat meer administratie vereiste, droeg bij aan het einde van de groep in 1981. Heel wat leden van Sappho bleven actief in andere organisaties. Op die manier bereidde Sappho de weg voor vele andere initiatieven.
Anna Blamanhuis ·
Apollo ·
Çavaria ·
De Kringen ·
Delftse Werkgroep Homoseksualiteit ·
DITO! ·
Equality for Gays And Lesbians In The European institutions ·
European Pride Organisers Association ·
Federatie Studenten Werkgroepen Homoseksualiteit ·
FemFusion ·
Gay & Lesbian Switchboard ·
Gay and Lesbian Kingdom of the Coral Sea Islands ·
Gay Business Amsterdam ·
GLAAD ·
Het Roze Huis ·
Hirschfeld-Eddy Stichting ·
Homo LesBische Federatie Nederland ·
Homoconsumentenbond ·
Homogroep Wageningen ·
Human Rights Campaign ·
IGLHRC ·
IHLIA LGBTI Heritage ·
ILGA ·
ILGA-Europe ·
International Gay and Lesbian Human Rights Commission ·
Lesben- und Schwulenverband in Deutschland ·
LGB Alliance ·
Lhbt-studentenvereniging ·
Metropolitaanse Gemeenschapskerk ·
Mikpunt ·
Nederlandsch Wetenschappelijk Humanitair Komitee ·
Nederlandse Vereniging tot Integratie van Homoseksualiteit COC ·
Stichting OUT! ·
OutFront Minnesota ·
ProGay ·
Radical faeries ·
Regenbooghuis Brussel ·
Roze Actiefront ·
Roze Front ·
Roze Leeuwen ·
Roze Zaterdag ·
RozeLinks ·
Schorer ·
Stichting PANN ·
Trainbow Belgium ·
Transgender Netwerk Nederland ·
Verkeerd Geparkeerd ·
Wel Jong ·
Wissenschaftlich-humanitäre Komitee

 Portaal LHBT